# 28978 Ixion
28978 Ixion, chỉ định tạm thời 2001 KX 76, là một plutino (một đối tượng mà có 2: 3 cộng hưởng quỹ đạo với Sao Hải Vương). Brown và Tancredi tính toán rằng nó rất có thể là một hành tinh lùn, mặc dù IAU chưa chính thức phân loại nó như vậy. Nó được phát hiện vào ngày 22 tháng 5 năm 2001 bởi Đài thiên văn liên Mỹ Cerro Tololo. Nó được đặt tên theo Ixion, một nhân vật trong thần thoại Hy Lạp.
Phân tích sự biến đổi độ sáng của lightcurve chỉ cho thấy những sai lệch nhỏ, điều này cho thấy Ixion là một hình cầu với các đốm albedo nhỏ và do đó là một hành tinh lùn. Nó có đường kính xấp xỉ 650 km, làm cho nó về plutino lớn thứ năm. Nó có màu đỏ vừa phải trong ánh sáng khả kiến và có bề mặt làm từ hỗn hợp cao lanh và nước đá.

## Đặc điểm vật lý
Đường kính khác nhau cho Ixion tùy thuộc vào suất phản chiếu của nó 
Khác với Sao Diêm Vương, Ixion là vật thể xuyên sao Hải Vương đầu tiên (TNO) được phát hiện ban đầu được ước tính là lớn hơn hành tinh lùn Ceres, Ngay cả vào năm 2002, một năm sau khi phát hiện ra, Ixion vẫn được cho là hơn 1000 đường kính km, mặc dù ước tính năm 2002 là kết quả của phát hiện giả ở 250 GHz không được xác nhận bởi các quan sát sau này. Các ước tính gần đây hơn cho thấy Ixion có suất phản chiếu cao và nhỏ hơn Ceres. Quan sát Ixion bằng Kính viễn vọng Không gian Herschel và Kính viễn vọng Không gian Spitzer trong vùng hồng ngoại xa một phần của quang phổ tiết lộ rằng kích thước của nó là khoảng 620 km.
Ixion có màu đỏ vừa phải (hơi đỏ hơn 50000 Quaoar) trong ánh sáng nhìn thấy. Nó cũng có suất phản chiếu cao hơn (> 0,15) so với cubewanos màu đỏ cỡ trung bình. Có thể có một tính năng hấp thụ ở bước sóng 0,8 μm trong phổ của nó, thường được quy cho sự thay đổi của vật liệu bề mặt bởi nước. Trong vùng cận hồng ngoại, phổ Ixion phẳng và không có gì đặc biệt. Dải hấp thụ nước đá ở mức 1,5 và 2 μm không có. Điều này trái ngược với Varuna, nơi có độ dốc phổ đỏtrong vùng cận hồng ngoại cũng như các dải hấp thụ nước nổi bật. Cả hai kết quả quang phổ nhìn thấy và hồng ngoại đều chỉ ra rằng bề mặt của Ixion là hỗn hợp của nước đá, carbon tối và tholin, là một chất dị hợp tử được hình thành do chiếu xạ clathrat của nước và các hợp chất hữu cơ. Các Very Large Telescope (VLT) đã kiểm tra Ixion cho hoạt động sao chổi, nhưng không phát hiện một tình trạng hôn mê. Ixion hiện cách Mặt trời khoảng 41 AU, và có thể là Ixion có thể phát triển tình trạng hôn mê hay không khí tạm thời khi nó là gần gũi hơn với điểm cận nhật.

## Quỹ đạo và xoay
Quỹ đạo và vị trí của Ixion (màu xanh lá cây), Sao Diêm Vương (màu đỏ) và Sao Hải Vương (màu xám) năm 2006
Ixion và Sao Diêm Vương có quỹ đạo tương tự nhưng khác nhau theo định hướng: Ixion của điểm cận nhật nằm dưới đường hoàng đạo khi sao Diêm Vương là ở trên nó. Cách đặc trưng cho cơ thể bị khóa trong cộng hưởng với Neptune (như Orcus), Ixion tiếp cận Sao Diêm Vương có ít hơn 20 mức độ tách góc. Ixion hiện đang ở dưới mức chiết trung và sẽ đạt đến sự tấn công của nó vào năm 2070. Sao Diêm Vương đã vượt qua sự tấn công của nó (1989) và đang giảm dần về phía nhật thực. Thời kỳ quỹ đạo của Ixion là gần 250 năm Trái đất, lớn hơn khoảng 0,5% so với Sao Diêm Vương. Ixion đã chứng minh một số thay đổi thường xuyên về độ sáng, được cho là do sự quay của nó gây ra.
Vào tháng 5 năm 2010, một ánh sáng quay của Ixion đã thu được từ các quan sát trắc quang. Phân tích Lightcurve đã đưa ra một chu kỳ quay của12,4 ± 0,3 giờ với độ biến thiên độ sáng nhỏ xác nhận hình dạng hình cầu được cho là của cơ thể (U = na).

## Đặt tên
Đây tiểu hành tinh được đặt theo tên Ixion, vua của Lapiths từ thần thoại Hy Lạp. Ixion mong muốn có vợ của Zeus, Hera. Zeus phát hiện ra ý định của hắn và tạo ra đám mây Nephele trong hình dạng của Hera, và lừa Ixion ghép nối với nó, làm cha của chủng tộc Nhân mã. Vì tội ác của mình, Ixion đã bị trục xuất khỏi Olympus, bị thổi sấm sét và bị trói buộc vào một bánh xe mặt trời đang cháy trong thế giới ngầm mãi mãi. Trích dẫn đặt tên chính thức được xuất bản vào ngày 28 tháng 3 năm 2002 (MPC 45236).

## Thăm dò
Một nghiên cứu được công bố vào năm 2012 đã xác định rằng Ixion và Huya là khả thi nhất trong số bảy mục tiêu TNO có thể có cho một nhiệm vụ quỹ đạo sẽ khởi động trên một chiếc xe lửa Atlas V 551 hoặc Delta IV và sử dụng máy bay Jupiter để hỗ trợ trọng lực. Một nhiệm vụ được đưa ra vào ngày 11 tháng 11 năm 2039 sẽ đến Ixion sau 17 năm hành trình.